# Autoba pallescens
Autoba pallescens là một loài bướm đêm trong họ Erebidae.